# Adam Zadroga
Adam Zadroga – polski teolog, ekonomista, doktor habilitowany nauk teologicznych, profesor nadzwyczajny na Wydziale Teologii Katolickiego Uniwersytetu Lubelskiego Jana Pawła II.

## Życiorys
W 2003 uzyskał stopień magistra teologii, a w 2004 magistra ekonomii w Katolickim Uniwersytecie Lubelskim. W latach 2005–2006 odbył podyplomowe studia z zakresu ICT, języka angielskiego oraz muzyki w Uniwersytecie Marii Curie-Skłodowskiej w Lublinie oraz podyplomowe studia z zarządzania badaniami naukowymi i pracami rozwojowymi w jednostkach naukowych w Lubelskiej Szkole Biznesu (2009).
Otrzymał doktorat (2007) na podstawie pracy pt. Współczesne ujęcia etyki biznesu w Polsce. Próba oceny z perspektywy teologii moralnej i habilitację (2019) w Katolickim Uniwersytecie Lubelskim Jana Pawła II w zakresie nauk teologicznych na podstawie pracy pt. Teologia moralna w interdyscyplinarnym dialogu z ekonomią. Obecnie pełni stanowisko profesora nadzwyczajnego w Katedrze Teologii Moralnej Społecznej KUL.
W latach 2010–2014 należał do Towarzystwa Naukowego Franciszka Salezego, aktualnie jest członkiem Stowarzyszenia Teologów Moralistów (od 2008), Towarzystwa Naukowego KUL (od 2010) oraz Polskiego Towarzystwa Polityki Społecznej (od 2016).

## Wybrane publikacje
- Gospodarka, przedsiębiorczość, praca. Studium z perspektywy katolickiej myśli ekonomiczno-społecznej (2019)
- Katolicka myśl ekonomiczno-społeczna wobec fundamentalnych założeń ekonomii głównego nurtu (2018)[3]